# Scolesa leucantha
Scolesa leucantha är en fjärilsart som beskrevs av Jean Baptiste Boisduval 1871/72. Scolesa leucantha ingår i släktet Scolesa och familjen påfågelsspinnare. Inga underarter finns listade.